# Білоруська самооборона
Білоруська самооборона (біл. Беларуская Самаахова) — військове формування під час Другої світової війни на окупованій Німеччиною території Білорусі. Створене німцями для боротьби проти радянських партизан. Розформоване у 1943 році.

## Утворення
Білоруська самооборона була створена за участі Білоруської народної самопомочі — національного об'єднання білорусів, яке діяло в умовах нацистської окупації. Створення з'єднання було схвалене і окупаційною владою у зв'язку із активізацією діяльності радянських партизан на території Білорусі. Німцями був розроблений план формування трьох підрозділів, кількістю приблизно 15 тисяч добровольців. Штаб з'єднання знаходився у Мінську, а підрозділи розташовувалися крім Мінська ще у Барановичах і Вілейці. Формуванню з'єднання передувала активна пропагандистська кампанія: Самооборона була покликана «забезпечувати спокій» у Білорусі і мала стати зародком майбутнього білоруського війська. На чолі Самооборони було призначено Івана Яремченка, який також був головою Білоруської народної самопомочі.

## Діяльність
Завданням Самооборони було допомагати німцям у боротьбі з червоними партизанами. На всій території окупованої Білорусі була розроблена мережа антипартизанських загонів, до яких влилась Самооборона. Було утворено близько 15 батальйонів, більшість з яких підпорядковувалися командувачам німецької поліції, а деякі діяли автономно. Бійці з'єдань одягалися у цивільний одяг, мали переважно покинуту радянську зброю захоплену під час відступу Червоної армії. Часто співпрацювали з подібними українськими з'єднаннями мельниківців та Бульби Боровця. Певний час стримували партизанську діяльність у Білорусі, а з її посиленням часто переходили на бік партизанів. Сумніви німців щодо лояльності та ефективності Самооборони призвели до її розформування у 1943 році.